# Metallochlora exorista
Metallochlora exorista är en fjärilsart som beskrevs av Louis Beethoven Prout 1917. Metallochlora exorista ingår i släktet Metallochlora och familjen mätare. Inga underarter finns listade i Catalogue of Life.